# Холь-Оожу
Холь-Оожу (тув. Хөл-Ожуу) — село в Тес-Хемского кожууне Республики Тыва. Административный центр и единственный населённый пункт У-Шынаанского сумона.

## География
Село находится в горной местностиу р. Холь-Оожу.
Улицы
ул. Набережная, ул. Чооду Баазан-Оол, ул. Чооду Кежик-Оол, ул. Чооду Куякпан.
К селу примыкают местечки (населённые пункты без статуса поселения): м. Алаак-Даг, м. Арысканныг-Хем, м. Доргун, м. Кара-Бедик, м. Кара-Хол, м. Моон-Тал, м. Сарыг-Сиген, м. Сарыг-Тал, м. Терек-Аразы, м. Хая-Баары, м. Хол-Оожу, м. Чинге-Сайыр, м. Шимээлиг-Хем.

## Население
| 2002 | 2010 | 2011 | 2012 | 2013 | 2014 | 2015 |
| ---- | ---- | ---- | ---- | ---- | ---- | ---- |
| 373  | ↗411 | ↘410 | ↗411 | ↗418 | ↗424 | ↗429 |
| 2016 | 2017 | 2018 | 2019 | 2020 | 2021 |      |
| ↘414 | ↘410 | ↗416 | ↗423 | ↘419 | ↗442 |      |

## Инфраструктура
В рамках реализации федерального проекта «Устранение цифрового неравенства» в Туве проведена волоконно-оптическая линия связи

## Транспорт
Выезд на автодорогу местного значения.